# Europäische Akademie für Informationsfreiheit und Datenschutz
Die Europäische Akademie für Informationsfreiheit und Datenschutz e. V. (EAID) ist ein 2003 gegründeter Verein mit Sitz in Berlin.

## Zielsetzung
Die EAID versteht sich als Plattform für strategische Diskussionen zwischen Wissenschaft, Politik und Gesellschaft zur Zukunft von Informationsfreiheit und Datenschutz in Deutschland und Europa. Die EAID ist freundschaftlich mit der Europäischen Akademie Berlin (EAB) verbunden, in deren Räumlichkeiten in Berlin-Grunewald sie auch Veranstaltungen durchführt.
Der damalige Berliner Datenschutzbeauftragte Hansjürgen Garstka gab 2003 den Anstoß zur Gründung der EAID und war bis 2013 ihr erster Vorstandsvorsitzender; danach wurde er zum Ehrenvorsitzenden gewählt. Auf Garstka folgte der ehemalige Bundesbeauftragte für den Datenschutz und die Informationsfreiheit Peter Schaar an der Spitze der EAID. Den Vorstand bilden seit Oktober 2015 Peter Schaar (Vorsitzender), der Berliner Datenschutzbeauftragte Alexander Dix (stellvertretender Vorsitzender), Alfred Büllesbach und Dennis-Kenji Kipker. Die Geschäftsführung übt Karsten Neumann aus.

## Veranstaltungen
Seit ihrer Gründung hat die EAID eine Vielzahl von Veranstaltungen zu grundlegenden Fragen der Informationsfreiheit und des Datenschutzes durchgeführt. Die EAID initiierte 2003 die Gründung der Internationalen Konferenz der Informationsfreiheitsbeauftragten (ICIC), zu der Informationsfreiheitsbeauftragte aus aller Welt zusammenkommen. Am Rande der 8. ICIC in Berlin führte die EAID am 20. September 2013 eine Diskussionsveranstaltung zu den Perspektiven des Rechts auf Informationszugang durch. Am 27. Januar 2014 organisierte sie gemeinsam mit der Europäischen Akademie Berlin eine Informations- und Diskussionsveranstaltung zum Thema IT-Sicherheit. Am 22. Mai 2014 hat sie ein Kolloquium zum Werk des deutschen Rechtsinformatikers und Theologen Wilhelm Steinmüller durchgeführt. Die jüngste Veranstaltung des Vereins war ein Workshop zu den internationalen Aspekten der Vorratsdatenspeicherung, der am 14. Oktober 2015 im Berliner Abgeordnetenhaus stattfand. Im November 2017 diskutierte die EAID die datenschutzrechtlichen und wirtschaftlichen Folgen der ePrivacy-Verordnung in Europa.